# San Biagio di Callalta
San Biagio di Callalta – miejscowość i gmina we Włoszech, w regionie Wenecja Euganejska, w prowincji Treviso.
Według danych na rok 2004 gminę zamieszkiwały 11 442 osoby, 238,4 os./km².
W miejscowości urodził się Pierre Cardin, projektant mody.